# Nitinol

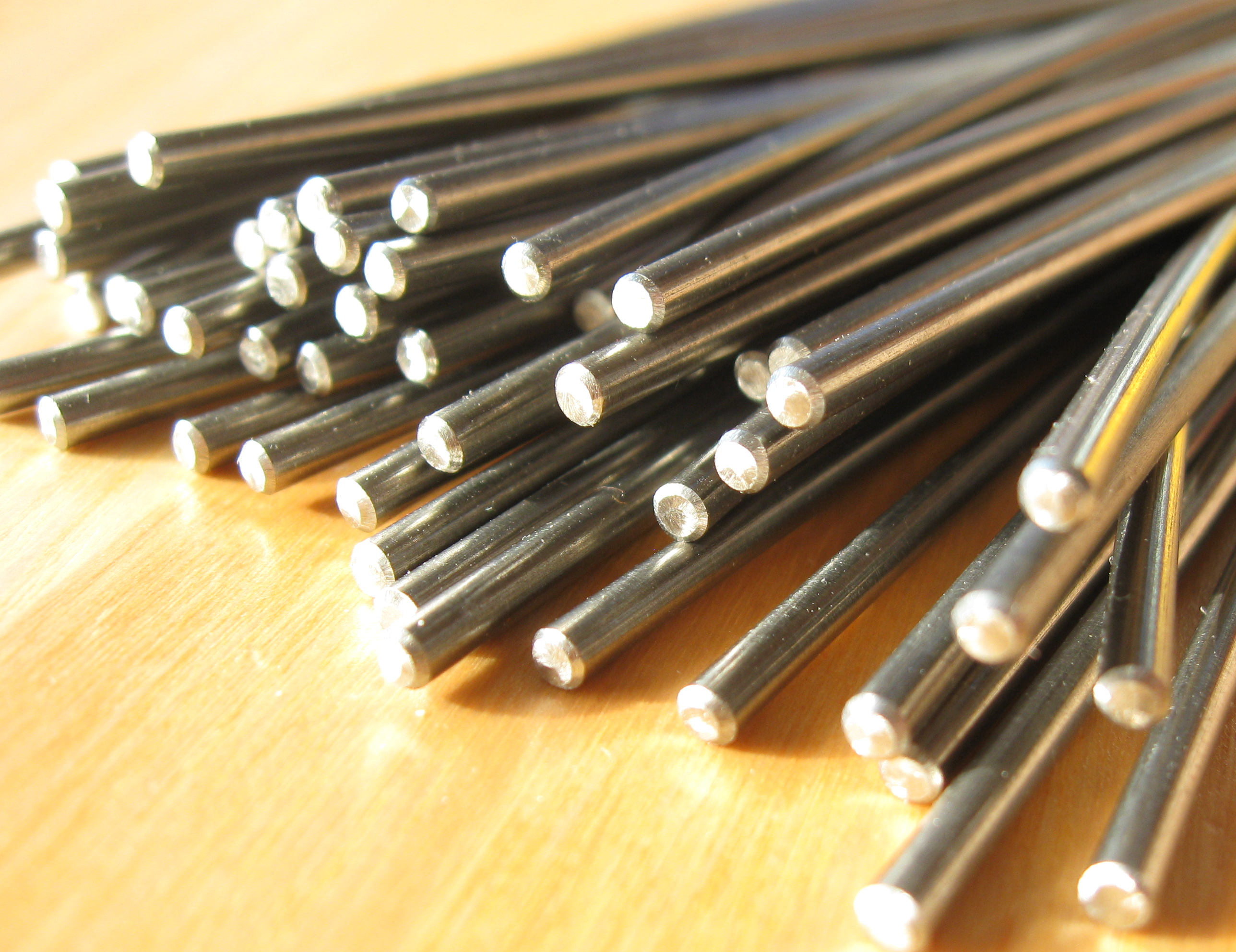

L'intermetallo Ni-Ti, anche detto Nitinol (Nickel Titanium Naval Ordnance Laboratory), è una lega SMA di nichel e titanio con una percentuale atomica approssimativamente uguale dei due elementi, è stata scoperta nel 1959 dal metallurgista William J.Buehler.
Esso presenta una deformazione recuperata pari a circa 8,5%, non è magnetico, e ha una ottima resistenza a corrosione e buona duttilità. È inoltre un materiale dotato di buona biocompatibilità.
Queste caratteristiche, unite alla sua superelasticità, lo rendono adatto per una serie di applicazioni nelle quali può agire da attuatore recuperando la sua forma originale, oppure esercitare forze, anche grandi, sulle strutture a cui è vincolato.

## Utilizzo
Viene utilizzato ad esempio nella realizzazione di termostati per caffettiere, accoppiamenti di condotti idraulici, montature per occhiali, e nel comparto biomedico per stent vascolari, fili per archi ortodontici, per ortonixia podologica, strumenti chirurgici flessibili. In oculistica è stato introdotto per la chirurgia della cataratta, per dividere meccanicamente, con uno strumento a cappio, i nuclei più duri, prima di facoemulsificarli. 
Per sfruttare la sua proprietà di memoria di forma, si deve far attenzione alla temperatura di esercizio della specifica applicazione.
Un'applicazione esemplificativa del materiale è la lampada Hanabi che assume forme diverse a seconda dell'intensità di luce scelta dall'utilizzatore: il paralume in nitinol, infatti, muta la sua forma in relazione alla temperatura esercitata dalla lampada, creando diverse geometrie e fasci di luce, fino a tornare alla sua forma originale una volta spenta.